# Calogero–Degasperis–Fokas ekvation
Inom matematiken är Calogero–Degasperis–Fokas ekvation den olinjära partiella differentialekvationen
{\displaystyle \displaystyle u_{xxx}-{\frac {1}{8}}u_{x}^{3}+u_{x}\left(Ae^{u}+Be^{-u}\right)=0.}
Ekvationen är uppkallad efter F. Calogero, A. Degasperis och A. Fokas.